# Зеда-Алисубани
Зеда-Алисубани (груз. ზედა ალისუბანი) — село в Грузии, на территории Тержольского муниципалитета края (мхаре) Имеретия.

## География
Село находится в западной части Грузии, в верховьях реки Чхары, на расстоянии приблизительно 6 километров (по прямой) к северо-востоку от города Тержола, административного центра муниципалитета. Абсолютная высота — 321 метр над уровнем моря.

## Население
По результатам официальной переписи населения 2014 года, в Зеда-Алисубани проживало 603 человека (301 мужчина и 302 женщины). В национальной структуре населения грузины составляли 99,7 %, русские — 0,15 %, украинцы — 0,15 %.
| Год  | Население, человек |
| ---- | ------------------ |
| 2002 | 551                |
| 2014 | ↗ 603              |